# Coreia do Norte nos Jogos Olímpicos de Verão de 1972
A Coreia do Norte competiu nos Jogos Olímpicos de Verão de 1972, realizados em Munique, Alemanha.